# Cayetana Blanca
Cayetana Blanca ist eine autochthone Weißweinsorte in Spanien. Sie wird hauptsächlich in der Region Extremadura in der Umgebung der Städte Badajoz und Cáceres angebaut, ist aber auch in der Weinbauregion Rioja bekannt.

## Abstammung, Herkunft
Die Elternsorten sind nicht bekannt. In der Grenzregion zwischen Spanien und Portugal dürfte die Sorte entstanden sein.

## Wein
Die ertragreiche Rebe erbringt einen sehr trockenen und alkoholarmen Weißwein mit neutralem Charakter. Dieser wird zum größten Teil zur Destillation des Brandy de Jerez. Zum Verschnitt wird er auch gerne in den Regionen Asturien und Galicien eingesetzt.
In Spanien betrug 2000 die Rebfläche 55.000  ha. In den folgenden zehn Jahren ging der Anbau um 15.700 Hektar zurück. Die weltweite Anbaufläche 2010 beträgt 39.741 ha.
Siehe auch den Artikel Weinbau in Spanien.

## Eigenschaften
Die Sorte ist sehr ertragreich und reift spät.

## Synonyme
Weitere 108 Namen für diese Sorte sind bekannt: Albillo, Amor Blanco, Aujubi, Avesso du Minho, Baladi, Baladi Verdejo, Balai, Balay, Belledy, Blanca Cayetana, Blanco Jaen, Blanco Maizancho, Boal Carrasquenha, Boal Carrasquenho, Boal Carrsquenho, Cagazal, Calagrano, Calagrano Blanc, Calagrano Blanco, Calegrano, Carrasquenho, Carrasqueno, Cayatana Parda, Cayetana, Cayetana Parda, Cayetano, Cazagal, Charello, Charelo, Chaselo, Cheres, Cirial, Clagrano, Dedo, Dedro, Djinani, Djiniani, Dona Branca, Doradillo, Esclafacherri, Farta Gosos, Fartagosos, Garillo, Garrida, Garrido, Garriga, Garrilla, Hoja Vuelta, Jaen, Jaen Blanco, Jaen Castellano, Jaen Cirial, Jaen de la Tierra, Jaen de Lietor, Jaen Doradillo, Jaen Empinadillo, Jaen Preto, Jaen Prieto, Jaen Prieto Blanco, Jaen Verdigal, Jaeneps, Jaenes, Jaina, Jainas, Jaines, Jarime, Jean de Castilla, Jean de Letur, Jean de Letur de Maratella, Jean Doradillo, Jean Dore, Jean Prieto, Machuenco, Maizancho, Malaguena, Malvasia, Malvoisie Espagnole, Mariouti, Marisancha, Marisanchas, Marisancho, Morisca, Morisca Blanca, Morisco, Mourisco Arsello, Mourisco Branco, Mourisco Portalegre, Naves, Naves Cazagal, Neruca, Padero, Parda, Pardilla, Pardillo, Pardina, Pardina Blanca, Pardinas, Pardino, Parino, Pirulet, Plateadillo, Plateado, Robal, Sarigo, Tierra de Barros, Verdeja, Virules, Xarello.